# Torneo de Kitzbühel 2021
El Generali Open Kitzbühel 2021 fue un torneo de tenis perteneciente al ATP Tour 2021 en la categoría ATP Tour 250. El torneo tuvo lugar en la ciudad de Kitzbühel (Austria) desde el 24 hasta el 31 de julio sobre tierra batida.

## Distribución de puntos
| Modalidad            | Campeón | Finalista | Semifinales | Cuartos de final | 2ª ronda | 1ª ronda | Clasificados | 2ª ronda de clasificación | 1ª ronda de clasificación |
| Individual masculino | 250     | 165       | 100         | 50               | 25       | 0        | 13           | 7                         | 0                         |
| Dobles masculino     | 250     | 150       | 90          | 45               | 20       | 0        | -            | -                         | -                         |

## Cabezas de serie

### Individuales masculino
| Tenista           | Ranking | Preclasificados |
| Casper Ruud       | 14      | 1               |
| Roberto Bautista  | 16      | 2               |
| Filip Krajinović  | 34      | 3               |
| Albert Ramos      | 43      | 4               |
| Federico Delbonis | 46      | 5               |
| Laslo Djere       | 52      | 6               |
| Aljaž Bedene      | 58      | 7               |
| Richard Gasquet   | 59      | 8               |
| Jaume Munar       | 67      | 9               |
| Carlos Alcaraz    | 73      | 10              |

- Ranking del 19 de julio de 2021.[2]

### Dobles masculino
| Tenista                       | Ranking | Preclasificados |
| Tomislav Brkić Nikola Čačić   | 99      | 1               |
| Hugo Nys Andrea Vavassori     | 131     | 2               |
| Roman Jebavý Matwé Middelkoop | 147     | 3               |
| Ariel Behar Guillermo Durán   | 166     | 4               |

## Campeones

### Individual masculino
Casper Ruud venció a  Pedro Martínez por 6-1, 4-6, 6-3

### Dobles masculino
Alexander Erler /  Lucas Miedler vencieron a  Roman Jebavý /  Matwé Middelkoop por 7-5, 7-6(7-5)